# L'Ours (film, 1938)
Pour les articles homonymes, voir L'Ours.
Pour plus de détails, voir Fiche technique et Distribution.
L'Ours (Медведь, Medved) est un film soviétique réalisé par Isidore Annenski, sorti en 1938,.

## Fiche technique
- Photographie : Evgeni Chapiro
- Musique : Valeri Jelovinski
- Décors : Lioudmila Putievskaia